# Andre's Mother

Andre's Mother est un téléfilm américain réalisé par Deborah Reinisch, diffusé en 1990.

## Synopsis
Un ballon blanc s'élève guidé par les vents au-dessus de Central Park à New York. Katherine a perdu son fils. Cal a perdu son amant. Ensemble, ils vont rechercher une réconciliation, une compréhension de ce qu'est la vie avec, et sans, leur André mort du SIDA.
Une histoire émouvante d'une mère qui, aux obsèques de son fils, se souvient des fois où elle avait rencontré l'amant de son fils.
Elle ne peut accepter le fait que son fils soit gay et par conséquent Cal représente tout ce qu'elle déteste.
Leur relation sera difficile et tourmentée. Le lâché des ballons blanc comme un dernier adieu les libèrera-t-il ? Cal fera le dernier pas vers la mère d'André...

## Fiche technique
- Titre original : Andre's Mother
- Réalisation : Deborah Reinisch
- Scénario : Terrence McNally
- Musique : Jonathan Sheffer
- Durée : 60 minutes
- Pays d'origine :  États-Unis

## Distribution
- Richard Thomas : Cal Porter, l'amant d'André
- Sada Thompson : Katherine Gerard, la mère d'André
- Sylvia Sidney : Madame Downs, la grand-mère d'André
- Richard Venture : Arthur
- Haviland Morris : Penny, la sœur de Cal

## Distinctions
- Emmy Award 1990 : Meilleur scénario pour un téléfilm